# The Asylum
Pour les articles homonymes, voir Asylum.
The Asylum (nom complet : The Global Asylum : Home Entertainment), est une société du cinéma et de distributeur de films indépendants américains fondée à Burbank en Californie en 1997 par David Michael Latt, David Rimawi et Sherri Strain.
Elle met l'accent sur les productions à faible budget (série B), le plus souvent distribuées directement en DVD. The Asylum est, d’après le New York Times, surtout connu pour produire des films qui imitent les productions des grands studios. Ce type de films a été surnommé « mockbuster »,,.

## Histoire
The Asylum, fondée en 1997 par d'anciens cadres de Village Roadshow dont Rimawi David, Sherri Strain, et le réalisateur David Michael Latt, s'est fait connaître en 2007, lorsque les similitudes entre les titres du distributeur et ceux des grands studios ont été signalées par le New York Times. Par exemple, le film Robot War (Transmorphers), porte un certain nombre de similitudes avec le film Transformers, lui-même sorti en salles deux jours après Transmorphers. En effet, ce film a un nom très proche, une thématique identique ainsi qu'une date de sortie très proche.
Beaucoup de gens ont exprimé leur frustration après avoir loué l'un de leurs mockbusters en pensant que c'était la version originale. En 2008, 20th Century Fox menace The Asylum d'une action en justice contre The Day the Earth Stopped, un film imitant Le Jour où la Terre s'arrêta.
D'après The Guardian, le budget moyen des films réalisés par The Asylum est « bien inférieur à un million de dollars », et la durée de réalisation serait entre deux et trois mois.
Les dirigeants de The Asylum ne cachent pas leur tendance à s'inspirer des blockbusters à venir. Cependant, ils se défendent de produire des mockbusters car, d'après eux, toutes leurs productions sont personnelles et en aucun cas des copies, bien que David Rinawi affirme le contraire dans une interview sur nanarland.com. Ils précisent qu'il y aurait un marché de passionnés intéressés par des films à thématiques identiques.
Le 31 janvier 2013, la Warner a gagné sa bataille juridique contre Asylum : le petit studio n'aura pas le droit d'appeler son film Age of the Hobbits. Aucun film n'aura d'ailleurs le droit de porter dans son titre le mot « Hobbit » qui est devenu une marque déposée. Le mockbuster s'appelle dorénavant Lord of the Elves (anciennement Clash of the Empires avant sa sortie en DVD).

## Filmographie
| Année                       | Titre français                                 | Titre original                            | Réalisateur                         | Notes | Mockbuster de                                                |
| --------------------------- | ---------------------------------------------- | ----------------------------------------- | ----------------------------------- | --- | ------------------------------------------------------------ |
| 1999                        | Bellyfruit                                     |                                           | Kerri Green                         | Premier long métrage de The Asylum                                                                                                 |                                                              |
| 2001                        | Fourplay                                       |                                           | Mike Binder                         | Également appelé Londinium |                                                              |
| 2002                        | Scarecrow                                      |                                           | Emmanuel Itier                      | |                                                              |
| 2003                        | Scarecrow, la résurrection                     | Scarecrow Slayer                          | David Michael Latt                  | La suite de Scarecrow |                                                              |
| 2004                        | Death Valley: The Revenge of Bloody Bill       |                                           | Byron Werner                        | |                                                              |
| 2004                        | Vampires vs. Zombies                           |                                           | Vince D'Amato (it)                  | Également appelé Carmilla, the Lesbian Vampire                                                                                     |                                                              |
| 2004                        | King of the Ants                               |                                           | Stuart Gordon                       | |                                                              |
| 2005                        | The Beast of Bray Road                         |                                           | Leigh Scott                         | Inspiré du cryptide la bête de Bray Road                                                                                           |                                                              |
| 2005                        | Alien Abduction                                |                                           | Eric Forsberg                       | |                                                              |
| 2005                        | La Guerre des mondes                           | H. G. Wells' War of the Worlds            | David Michael Latt                  | | La Guerre des mondes                                         |
| 2005                        | Le Seigneur du monde perdu                     | King of the Lost World                    | Leigh Scott                         | | King Kong                                                    |
| 2005                        | Dead Men Walking                               |                                           | Pete Mervis                         | |                                                              |
| 2006                        | Snakes on a Train                              |                                           | Peter Mervis                        | Le réalisateur est crédité au générique sous le pseudonyme de The Mallachi Brothers                                                | Des serpents dans l'avion                                    |
| 2006                        | The Da Vinci Treasure                          |                                           | Peter Mervis                        | | Da Vinci Code                                                |
| 2006                        | When a Killer Calls                            |                                           | Peter Mervis                        | | Terreur sur la ligne                                         |
| 2006                        | 666: The Child                                 |                                           | Jack Perez (en)                     | | La Malédiction                                               |
| 2006                        | Halloween Night                                |                                           | Mark Atkins                         | | Halloween                                                    |
| 2006                        | Pirates of Treasure Island                     |                                           | Leigh Scott                         | Inspiré du roman L'Île au trésor                                                                                                   | Pirates des Caraïbes : Le Secret du coffre maudit            |
| 2006                        | Hillside Cannibals                             |                                           | Leigh Scott                         | Inspiré des films Cannibal Holocaust, Massacre à la tronçonneuse et La Maison des mille morts                                      | La colline a des yeux                                        |
| 2006                        | The 9/11 Commission Report                     |                                           | Leigh Scott                         | Inspiré du film Fahrenheit 9/11 | Vol 93 et World Trade Center                                 |
| 2006                        | Dragon                                         |                                           | Leigh Scott                         | | Eragon                                                       |
| 2007                        | Robot War                                      | Transmorphers                             | Leigh Scott                         | | Transformers                                                 |
| 2007                        | The Hitchhiker                                 |                                           | Leigh Scott                         | | Hitcher                                                      |
| 2007                        | AVH: Alien vs. Hunter                          |                                           | Scott Harper                        | | Aliens vs. Predator: Requiem                                 |
| 2007                        | The Apocalypse                                 |                                           | Justin Jones                        | | Armageddon et Deep Impact                                    |
| 2007                        | Invasion of the Pod People                     |                                           | Justin Jones                        | Inspiré du film L'Invasion des profanateurs de sépultures                                                                          | Invasion                                                     |
| 2007                        | 30,000 Leagues Under the Sea                   |                                           | Gabriel Bologna                     | |                                                              |
| 2007                        | 666: The Beast                                 |                                           | Nick Eberhart                       | La suite de 666: The Child |                                                              |
| 2007                        | Freakshow                                      |                                           | Drew Bell                           | Remake du film La Monstrueuse Parade                                                                                               |                                                              |
| 2007                        | Universal Soldiers                             |                                           | Griff Furst                         | | Universal Soldier                                            |
| 2007                        | I Am Omega                                     |                                           | Griff Furst                         | Inspiré du roman Je suis une légende                                                                                               | Je suis une légende                                          |
| 2008                        | Jurassic Commando                              | 100 Million BC                            | Griff Furst                         | | 10 000                                                       |
| 2008                        | 2012: Doomsday                                 |                                           | Nick Eberhart                       | | 2012, Doomsday                                               |
| 2008                        | Allan Quatermain and the Temple of Skulls      |                                           | Mark Atkins                         | Inspiré du roman Les Mines du roi Salomon                                                                                          | Indiana Jones et le Royaume du crâne de cristal              |
| 2008                        | Merlin and the War of the Dragons              |                                           | Mark Atkins                         | |                                                              |
| 2008                        | Death Racers                                   |                                           | Roy Knyrim                          | La Course à la mort de l'an 2000                                                                                                   | Course à la mort                                             |
| 2008                        | Voyage au centre de la Terre                   | Journey to the Center of the Earth        | Scott Wheeler et Davey Jones        | | Voyage au centre de la Terre                                 |
| 2008                        | Monster                                        |                                           | Eric Forsberg                       | | Cloverfield                                                  |
| 2008                        | Street Racer - Poursuite infernale             | Street Racer                              | Teo Konuralp                        | Inspiré du film Fast and Furious: Tokyo Drift                                                                                      | Speed Racer                                                  |
| 2008                        | Sunday School Musical                          |                                           | Rachel Goldenberg                   | | High School Musical 3 : Nos années lycée                     |
| 2008                        | The Day the Earth Stopped                      |                                           | C. Thomas Howell                    | | Le Jour où la Terre s'arrêta                                 |
| 2008                        | War of the Worlds 2: The Next Wave             |                                           | C. Thomas Howell                    | La suite de La Guerre des mondes                                                                                                   |                                                              |
| 2009                        | Lost time, Monde perdu                         | The Land That Time Forgot                 | C. Thomas Howell                    | Remake du film Le Sixième Continent                                                                                                | Le Monde (presque) perdu                                     |
| 2009                        | Mega Shark vs. Giant Octopus                   |                                           | Ace Hannah                          | |                                                              |
| 2009                        | Number 1 Cheerleader Camp                      |                                           | Mark Quod                           | | Sea, Sex and Fun                                             |
| 2009                        | 18 Year Old Virgin                             | 18-Year-Old Virgin                        | Tamara Olson                        | | 40 ans, toujours puceau                                      |
| 2009                        | Sex Pot                                        |                                           | Eric Forsberg                       | |                                                              |
| 2009                        | Les Chroniques de Mars                         | Princess of Mars                          | Mark Atkins                         | Également appelé John Carter of MarsInspiré du roman Une princesse de Mars                                                         | Avatar                                                       |
| 2009                        | Haunting of Winchester House                   |                                           | Mark Atkins                         | | Le Dernier Rite                                              |
| 2009                        | Dragonquest                                    |                                           | Mark Atkins                         | |                                                              |
| 2009                        | The Terminators                                |                                           | Xavier Puslowski                    | | Terminator Renaissance                                       |
| 2009                        | Transmorphers: Fall of Man                     |                                           | Scott Wheeler                       | Initialement appelé Transmorphers 2Inspiré des films Maximum Overdrive, Terminator 3 : Le Soulèvement des machines et Transformers | Transformers 2                                               |
| 2009                        | 2012 Supernova                                 |                                           | Anthony Fankhauser                  | La suite de 2012: Doomsday | 2012                                                         |
| 2009                        | Paranormal Entity                              |                                           | Shane Van Dyke                      | | Paranormal Activity                                          |
| 2010                        | 6 Guns                                         |                                           | Shane Van Dyke                      | | Jonah Hex et True Grit                                       |
| 2010                        | Titanic : Odyssée 2012                         | Titanic II                                | Shane Van Dyke                      | |                                                              |
| 2010                        | The 7 Adventures of Sinbad                     |                                           | Adam Silver et Ben Hayflick         | | Prince of Persia : Les Sables du Temps et Le Choc des Titans |
| 2010                        | 8213: Gacy House                               |                                           | Anthony Fankhauser                  | Également appelé Paranormal Entity 2: Gacy House                                                                                   | Paranormal Activity 2                                        |
| 2010                        | Mega Piranha                                   |                                           | Eric Forsberg                       | | Piranha 3D                                                   |
| 2010                        | Sherlock Holmes : Les Mystères de Londres      | Sir Arthur Conan Doyle's Sherlock Holmes  | Rachel Goldenberg                   | | Sherlock Holmes                                              |
| 2010                        | MILF                                           |                                           | Scott Wheeler                       | | American Pie et Les Tronches                                 |
| 2010                        | 2010: Moby Dick                                | Moby Dick                                 | Trey Stokes                         | |                                                              |
| 2010                        | Mega Shark vs. Crocosaurus                     | Mega Shark Versus Crocosaurus             | Christopher Ray                     | La suite de Mega Shark vs. Giant Octopus                                                                                           |                                                              |
| 2011                        | Almighty Thor                                  |                                           | Christopher Ray                     | | Thor                                                         |
| 2011                        | Anneliese: The Exorcist Tapes                  |                                           | Jude Gerard Prest                   | Également appelé Paranormal Entity 3: The Exorcist TapesInspiré de l'histoire d'Anneliese Michel                                   | Paranormal Activity 3                                        |
| 2011                        | Last Days of Los Angeles                       | Battle of Los Angeles                     | Mark Atkins                         | | World Invasion: Battle Los Angeles                           |
| 2011                        | 3 Musketeers                                   |                                           | Cole McKay                          | Inspiré du roman Les Trois Mousquetaires                                                                                           | Les Trois Mousquetaires                                      |
| 2011                        | 200 mph                                        |                                           | Cole McKay                          | | Fast and Furious 5                                           |
| 2011                        | 11/11/11                                       |                                           | Keith Allen                         | Inspiré du film La Malédiction | Eleven                                                       |
| 2011                        | 2012 Ice Age                                   |                                           | Travis Fort                         | La suite de 2012 Supernova |                                                              |
| 2011                        | Barely Legal                                   |                                           | Jose Montesinos                     | |                                                              |
| 2011                        | The Amityville Haunting                        |                                           | George Meed                         | | Amityville                                                   |
| 2011                        | Zombie Apocalypse                              |                                           | Nick Lyon                           | Également appelé 2012: Zombie Apocalypse                                                                                           |                                                              |
| 2011                        | Mega Python vs. Gatoroid                       |                                           | Mary Lambert                        | |                                                              |
| 2011                        | La Princesse et le Poney                       | Princess and the Pony                     | Rachel Goldenberg                   | Également appelé 1st Furry Valentine                                                                                               |                                                              |
| 2012                        | La Fantastique histoire de Blanche-Neige       | Grimm's Snow White                        | Rachel Goldenberg                   | Inspiré du conte Blanche-Neige | Blanche-Neige et le Chasseur et Blanche-Neige                |
| 2012                        | L'Attaque du requin à deux têtes               | 2-Headed Shark Attack                     | Christopher Ray                     | |                                                              |
| 2012                        | Bikini Spring Break                            |                                           | Jared Cohn                          | | Spring Breakers                                              |
| 2012                        | Hold Your Breath                               |                                           | Jared Cohn                          | |                                                              |
| 2012                        | 12/12/12                                       |                                           | Jared Cohn                          | La suite de 11/11/11 |                                                              |
| 2012                        | Abraham Lincoln, tueur de zombies              | Abraham Lincoln vs. Zombies               | Richard Schenkman                   | | Abraham Lincoln, chasseur de vampires                        |
| 2012                        | Alien Origin                                   |                                           | Mark Atkins                         | | Prometheus                                                   |
| 2012                        | 100 Ghost Street: The Return of Richard Speck  |                                           | Martin Anderson                     | Également appelé Paranormal Entity 4: The Awakening                                                                                | Paranormal Activity 4                                        |
| 2012                        | American Warships                              |                                           | Thunder Levin                       | | Battleship                                                   |
| 2012                        | Clash of the Empires                           |                                           | Joseph Lawson                       | Également appelé Lord of the Elves                                                                                                 | Le Hobbit : Un voyage inattendu                              |
| 2012                        | Nazis at the Center of the Earth               |                                           | Joseph Lawson                       | | Iron Sky                                                     |
| 2012                        | Rise of the Zombies                            |                                           | Nick Lyon                           | |                                                              |
| 2012                        | The Haunting of Whaley House                   |                                           | Jose Prendes                        | |                                                              |
| 2013                        | Barrio Brawler                                 |                                           | Jose Montesinos                     | |                                                              |
| 2013                        | 100 Degrees below Zero                         |                                           | R. D. Braunstein                    | |                                                              |
| 2013                        | Celebrity Sex Tape                             |                                           | Scott Wheeler                       | |                                                              |
| 2013                        | 13/13/13                                       |                                           | James Cullen Bressack               | La suite de 12/12/12 |                                                              |
| 2013                        | Avis de tempête                                | 500 MPH Storm                             | Daniel Lusko                        | |                                                              |
| 2013                        | AE: Apocalypse Earth                           |                                           | Thunder Levin                       | | After Earth et Oblivion                                      |
| 2013                        | Seul pour Noël                                 |                                           | Joe Lawson                          | | Maman, j'ai raté l'avion                                     |
| 2013                        | Attila                                         |                                           | Emmanuel Itier                      | |                                                              |
| 2013                        | Atlantic Rim : World's End                     | Atlantic Rim                              | Jared Cohn                          | Également appelé Attack From Beneath                                                                                               | Pacific Rim                                                  |
| 2013                        | Hansel et Gretel                               | Hansel and Gretel                         | Anthony C. Ferrante                 | | Hansel et Gretel : Witch Hunters                             |
| 2013                        | Sharknado                                      |                                           | Anthony C. Ferrante                 | |                                                              |
| 2013                        | G-War - La guerre des Géants                   | Jack the Giant Killer                     | Mark Atkins                         | Inspiré des contes Jack le tueur de géants et Jack et le Haricot magique                                                           | Jack le chasseur de géants                                   |
| 2013                        | Le Profil de la honte                          |                                           | Mark Quod                           | Également appelé Social Nightmare                                                                                                  |                                                              |
| 2013                        | Age of Dinosaurs                               |                                           | Joseph Lawson                       | |                                                              |
| 2014                        | Age of Extinction                              | Age of Tomorrow                           | James Kondelik                      | | Edge of Tomorrow                                             |
| 2014                        | S.O.S : Éruption en plein vol                  | Airplane vs. Volcano                      | James Kondelik                      | |                                                              |
| 2014                        | Alpha House                                    |                                           | Jacob Cooney                        | | Nos pires voisins                                            |
| 2014                        | Android Cop                                    |                                           | Mark Atkins                         | | RoboCop                                                      |
| 2014                        | Apocalypse Pompei                              | Apocalypse Pompeii                        | Ben Demaree                         | | Pompéi                                                       |
| 2014                        | Asian School Girls                             |                                           | Lawrence Silverstein                | |                                                              |
| 2014                        | Asteroid vs. Earth                             |                                           | Christopher Ray                     | |                                                              |
| 2014                        | Mercenaries                                    |                                           | Christopher Ray                     | Également appelé Prison Raid | Expendables 3                                                |
| 2014                        | Bermuda Tentacles                              |                                           | Nick Lyon                           | Également appelé American Warships 2                                                                                               |                                                              |
| 2014                        | Hercule : La Vengeance d'un Dieu               | Hercules Reborn                           | Nick Lyon                           | | Hercules et La Légende d'Hercule                             |
| 2014                        | Jailbait                                       |                                           | Jared Cohn                          | Également appelé 17 & Life: Jailbait                                                                                               | Orange Is the New Black                                      |
| 2014                        | Mega Shark vs. Mecha Shark                     |                                           | Emile Edwin Smith                   | La suite de Mega Shark vs. Crocosaurus                                                                                             |                                                              |
| 2014                        | Sharknado 2: The Second One                    |                                           | Anthony C. Ferrante                 | La suite de Sharknado |                                                              |
| 2014                        | La Belle au bois dormant : La Malédiction      | Sleeping Beauty                           | Casper Van Dien                     | | Maléfique                                                    |
| 2014                        | Blood Lake: L'Attaque des lamproies tueuses    | Blood Lake: Attack of the Killer Lampreys | James Cullen Bressack               | |                                                              |
| 2014                        | Ardennes Fury                                  |                                           | Joseph J. Lawson                    | | Fury                                                         |
| 2014                        | Z Nation                                       |                                           | Craig Engler et Karl Schaefer       | Première série télévisée de The Asylum                                                                                             |                                                              |
| 2015                        | Avengers Grimm                                 |                                           | Jeremy M. Inman                     | Inspiré de la série télévisée Once Upon a Time                                                                                     | Avengers : L'Ère d'Ultron                                    |
| 2015                        | Bound                                          |                                           | Jared Cohn                          | | Cinquante nuances de Grey                                    |
| 2015                        | Mega Shark vs. Kolossus                        |                                           | Christopher Ray                     | La suite de Mega Shark vs. Mecha Shark                                                                                             |                                                              |
| 2015                        | Hansel contre Gretel                           |                                           | Ben Demaree                         | La suite de Hansel et Gretel |                                                              |
| 2015                        | Road Wars                                      |                                           | Mark Atkins                         | | Mad Max: Fury Road                                           |
| 2015                        | San Andreas Quake: Magnitude 10                | San Andreas Quake                         | John Baumgartner                    | | San Andreas                                                  |
| 2015                        | Sharknado 3: Oh Hell No!                       |                                           | Anthony C. Ferrante                 | La suite de Sharknado 2: The Second One                                                                                            |                                                              |
| 2015                        | Flight 42                                      | Flight World War II                       | Emile Edwin Smith                   | Inspiré du film Nimitz, retour vers l'enfer et de L'Odyssée du vol 33 : 18e épisode de la 2e saison de la Quatrième Dimension      |                                                              |
| 2015                        | L'Attaque du requin à trois têtes              | 3-Headed Shark Attack                     | Christopher Ray                     | La suite de L'Attaque du requin à deux têtes                                                                                       |                                                              |
| 2015                        | Martian Land                                   |                                           | Scott Wheeler                       | | Seul sur Mars                                                |
| 2016                        | Sinbad and the War of the Furies               |                                           | Scott Wheeler                       | |                                                              |
| 2016                        | Zoombies                                       |                                           | Glenn Miller                        | | Zoo et Zombeavers                                            |
| 2016                        | Sharknado: The 4th Awakens                     |                                           | Anthony C. Ferrante                 | La suite de Sharknado 3: Oh Hell No!                                                                                               |                                                              |
| 2016                        | Izzie's Way Home                               |                                           | Sasha Burrow                        | Premier film d'animation de The Asylum                                                                                             | Le Monde de Dory                                             |
| 2016                        | In the Name of Ben-Hur                         |                                           | Mark Atkins                         | | Ben-Hur                                                      |
| 2016                        | Independents' Day                              |                                           | Laura Beth Love                     | | Independence Day: Resurgence                                 |
| 2016                        | Little Dead Rotting Hood                       |                                           | Jared Cohn                          | | Le Chaperon rouge                                            |
| 2016                        | Sinister Squad                                 |                                           | Jeremy M. Inman                     | | Suicide Squad                                                |
| 2016                        | Ghosthunters                                   |                                           | Pearry Reginald Teo                 | | SOS Fantômes                                                 |
| 2016                        | Dead 7                                         |                                           | Danny Roew                          | | Les Sept Mercenaires                                         |
| 2016                        | Trolland                                       |                                           | Ron Thorton                         | | Les Trolls                                                   |
| 2016                        | Planet of the Sharks                           |                                           | Mark Atkins                         | | La Planète des singes                                        |
| 2017                        | Jurassic School                                |                                           | Mark Atkins                         | | Jurassic World                                               |
| 2017                        | Ice Sharks                                     |                                           | Emile Edwin Smith                   | |                                                              |
| 2017                        | Frères de Sang                                 | Blood Brothers                            | Jose Montesinos                     | Également appelé Psycho Brother-in-Law                                                                                             |                                                              |
| 2017                        | Qui a tenté de me tuer ?                       | Forgotten Evil                            | Anthony C. Ferrante                 | |                                                              |
| 2017                        | Locked Up                                      |                                           | Jared Cohn                          | |                                                              |
| 2017                        | Un homme entre ma fille et moi                 | Sinister Minister                         | Jose Montesinos                     | |                                                              |
| 2017                        | King Arthur and the Knights of the Round Table |                                           | Jared Cohn                          | | Le Roi Arthur : La Légende d'Excalibur                       |
| 2017                        | Sharknado 5: Global Swarming                   |                                           | Anthony C. Ferrante                 | La suite de Sharknado: The 4th Awakens                                                                                             |                                                              |
| 2017                        | Oceans Rising                                  |                                           | Adam Lipsius                        | |                                                              |
| 2017                        | The Fast and the Fierce                        |                                           | Ron Thornton                        | | Fast and Furious 8                                           |
| 2017                        | La Nounou diabolique                           | Evil Nanny                                | Jared Cohn                          | |                                                              |
| 2017                        | Le Secret de la mariée                         | Nightmare Wedding                         | Jose Montesinos                     | |                                                              |
| 2017                        | Geo-Disaster                                   |                                           | Thunder Levin                       | | Geostorm                                                     |
| 2017                        | Cargo                                          |                                           | Yolanda Ramke et Ben Howling        | | Cars 3                                                       |
| 2017                        | L'Attaque du requin à cinq têtes               | 5-Headed Shark Attack                     | Christopher Ray                     | La suite de L'Attaque du requin à trois têtes                                                                                      |                                                              |
| 2017                        | Empire of the Sharks                           |                                           | Mark Atkins                         | La suite de Planet of the Sharks                                                                                                   |                                                              |
| 2017                        | Alien Convergence                              |                                           | Rob Pallatina                       | | Alien: Covenant                                              |
| 2017                        | Operation Dunkirk                              |                                           | Nick Lyon                           | | Dunkerque                                                    |
| 2017                        | Troy The Odyssey                               |                                           | Tekin Girgin                        | |                                                              |
| 2018                        | Alien Siege                                    |                                           | Rob Pallatina                       | |                                                              |
| 2018                        | Flight 666                                     |                                           | Rob Pallatina                       | |                                                              |
| 2018                        | Au cœur de l'apocalypse                        | End of the World                          | Maximilian Elfeldt                  | |                                                              |
| 2018                        | Megalodon                                      |                                           | James Thomas                        | | En eaux troubles                                             |
| 2018                        | Atlantic Rim: Résurrection                     | Atlantic Rim: Resurrection                | Jared Cohn                          | | Pacific Rim: Uprising                                        |
| 2018                        | Tomb Invader                                   |                                           | James Thomas                        | Également appelé Tomb Hunter ou The Tomb - Heart of the Dragon                                                                     | Tomb Raider                                                  |
| 2018                        | Avengers Grimm: Time Wars                      |                                           | Maximilian Elfeldt                  | La suite de Avengers GrimmInspiré de la série télévisée Once Upon a Time                                                           | Avengers: Infinity War                                       |
| 2018                        | 6-Headed Shark Attack                          |                                           | Mark Atkins                         | La suite de L'Attaque du requin à cinq têtes                                                                                       |                                                              |
| 2018                        | Triassic World                                 |                                           | Dylan Vox (de)                      | | Jurassic World: Fallen Kingdom                               |
| 2018                        | Sharknado 6 : It's About Time                  | The Last Sharknado : It's About Time      | Anthony C. Ferrante                 | La suite de Sharknado 5: Global Swarming                                                                                           |                                                              |
| 2018                        | Alien Predator                                 |                                           | Jared Cohn                          | | The Predator                                                 |
| 2018                        | Nazi Overlord                                  |                                           | Rob Pallatina                       | | Overlord                                                     |
| 2018                        | Hornet                                         |                                           | James Kondelik et Jon Kondelik      | | Bumblebee                                                    |
| 2019                        | Apocalypse polaire                             | Arctic Apocalypse                         | Eric Paul Erickson                  | |                                                              |
| 2019                        | Christmas Belles                               |                                           | Terri J. Vaughn (en)                | |                                                              |
| 2019                        | Ma mère, mon poison                            | Mommy Would Never Hurt You                | Daniel Lusko                        | |                                                              |
| 2019                        | Black Summer                                   |                                           | John Hyams                          | |                                                              |
| 2019                        | Zoombies 2                                     |                                           | Glenn Miller                        | La suite de ZoombiesInspiré de la séreie télévisée Zoo                                                                             | Simetierre                                                   |
| 2019                        | Monster Island                                 |                                           | Mark Atkins                         | Inspiré des films Godzilla vs Gigan, Godzilla, Kong: Skull Island et Rampage : Hors de contrôle                                    | Godzilla 2 : Roi des monstres                                |
| 2019                        | Aladin et la Lampe magique                     | Adventures of Aladdin                     | Gleen Campbell                      | | Aladdin                                                      |
| 2019                        | Clown                                          |                                           | Eric Forsberg                       | | Ça : Chapitre 2                                              |
| 2019                        | D-Day                                          |                                           | Nick Lyon                           | | Midway                                                       |
| 2019                        | Quand ma fille dérape...                       | American Psychos                          | Jared Cohn                          | Également appelé Psycho BFF |                                                              |
| 2019                        | Ma vie entre ses mains                         | Doctor Death                              | Rob Pallatina                       | |                                                              |
| 2019                        | The Final Level : Escaping Rancala             |                                           | Canyon Prince                       | | Jumanji: Next Level                                          |
| 2020                        |                                                |                                           |                                     | |                                                              |
| Battle Star Wars            |                                                | James Thomas                              |                                     | Star Wars, épisode IX : L'Ascension de Skywalker                                                                                   |                                                              |
| Homeward                    |                                                | Michael Johnson                           |                                     | En avant |                                                              |
| Prise au piège chez moi     | My Nightmare Landlord                          | Dylan Vox                                 |                                     | |                                                              |
| Impact Zéro                 | Collision Earth                                | Matthew Boda                              |                                     | |                                                              |
| Fast and Fierce: Death Race |                                                | Jared Cohn                                | La suite de The Fast and the Fierce | Fast and Furious 9 |                                                              |
| Top Gunner                  |                                                | Daniel Lusko                              |                                     | Top Gun : Maverick |                                                              |
| 2021                        | Meteor Moon                                    |                                           | Brian Nowak                         | |                                                              |
| 2021                        | 2021: La Guerre des mondes                     | Alien Conquest                            | Mario N. Bonassin                   | | La guerre des mondes                                         |
| 2021                        | The Nightmare House                            |                                           | Remo Pini                           | |                                                              |
| 2021                        | Insect                                         |                                           | Riccardo Paoletti                   | |                                                              |
| 2021                        | Aquarium of the Dead                           |                                           | Glenn Miller                        | La suite de Zoombies 2 |                                                              |
| 2021                        | Ape vs. Monster                                |                                           | Daniel Lusko                        | | Godzilla vs Kong                                             |
| 2021                        | Megalodon Rising                               |                                           | Brian Novak                         | La suite de Megalodon |                                                              |
| 2021                        | Planet Dune                                    |                                           | Glenn Campbell et Tammy Klein       | | Dune                                                         |
| 2021                        | Triassic Hunt                                  |                                           | Gerald Rascionato                   | La suite de Triassic World | Jurassic World : Le Monde d'après                            |
| 2021                        | The Rebels of PT-218                           |                                           | Nick Lyon                           | |                                                              |
| 2021                        | Jungle Run                                     |                                           | Noah Luke                           | | Jungle Cruise                                                |
| 2021                        | Devil's Triangle                               |                                           | Brendan Petrizzo                    | |                                                              |
| 2021                        | Megaboa                                        |                                           | Mario N. Bonassin                   | |                                                              |
| 2021                        | Swim                                           |                                           | Jared Cohn                          | Réalisé en collaboration avec Tubi comme leur premier film original                                                                | Crawl                                                        |
| 2022                        | Moon Crash                                     |                                           | Noah Luke                           | | Moonfall Don't Look Up : Déni cosmique                       |
| 2022                        | Dracula: The Original Living Vampire           |                                           | Maximilian Elfeldt                  | | Morbius                                                      |
| 2022                        | Titanic 666                                    |                                           | Nick Lyon                           | La suite de Titanic II | Studio 666                                                   |
| 2022                        | Les Quatre Cavaliers de l'Apocalypse           | 4 Horsemen: Apocalypse                    | Geoff Meed                          | |                                                              |
| 2022                        | Jurassic Domination                            |                                           | Brian Nowak                         | | Jurassic World : Le Monde d'après                            |
| 2022                        | Thor : God of Thunder                          |                                           | Noah Luke                           | La suite de Almighty Thor | Thor: Love and Thunder                                       |
| 2022                        | Shark Side of the Moon                         |                                           | Glenn Campbell & Tammy Klein        | |                                                              |
| 2022                        | Bullet Train Down                              |                                           | Brian Nowak                         | | Bullet Train                                                 |
| 2022                        | Shark Waters                                   |                                           | Jadon Cal                           | |                                                              |
| 2022                        | Headless Horseman                              |                                           | José Prendes                        | |                                                              |
| 2022                        | Battle for Pandora                             |                                           | Noah Luke                           | | Avatar : La Voie de l'eau                                    |
| 2022                        | 2025 Armageddon                                |                                           | Michael Su                          | |                                                              |
| 2022                        | Attack on Titan                                |                                           | Noah Luke                           | Basé sur aucun film, mais nommé d’après la série télévisée Attack on Titan                                                         |                                                              |